# Gabe Paul
Gabe Paul, né le 4 janvier 1910 et mort le 26 avril 1998, est un industriel et un homme d'affaires qui fut de 1952 à 1956 propriétaire des Indians de Cleveland, franchise de la Ligue majeure de baseball. Il achète la franchise le 20 novembre 1962 et devant les affluences faméliques il étudie sérieusement la possibilité d'un déménagement de l'équipe sous d'autres cieux. Oakland, Seattle, Dallas puis Minneapolis sont un temps évoquées. Gabe Paul se ravise toutefois et décide de rester à Cleveland et d'y bâtir une équipe gagnante. Il ne parvient pas à son but et cède la franchise le 13 août 1966 à Vernon Stouffer pour 8 millions de dollars.
Paul fut directeur-gérant des Reds de Cincinnati (1951 à 1960), des Colt .45's de Houston (1960-1961), des Indians de Cleveland (1961 à 1973) et des Yankees de New York (1974 à 1977), ainsi que le président des Indians et des Yankees (1973 à 1977).
C'est sous la direction de Gabe Paul que les Reds de Cincinnati alignent pour la première fois en 1954 des Afro-Américains et des Latino-Américains. Il rejoint en 1960 la nouvelle franchise qui vient d'être octroyée à la ville de Houston et devient le premier directeur-gérant de l'histoire de ceux qui s'appellent alors les Colt .45's (plus tard les Astros de Houston). Ils débutent en Ligue nationale au printemps 1962 mais des conflits avec les propriétaires incitent Paul à quitter un an avant leur premier match.
À New York dans les années 1970, il aide George Steinbrenner à bâtir un nouveau club champion et quitte après la conquête de la Série mondiale 1977 par les Yankees. C'est Paul qui négocie l'arrivée de plusieurs joueurs, via des transactions ou via le marché naissant des agents libres, le plus renommé étant Reggie Jackson. L'acteur Kevin Conway interprète le rôle de Gabe Paul dans la série télévisée The Bronx Is Burning, sur les Yankees de 1977.